# Bruchophagus hippocrepidis
Bruchophagus hippocrepidis är en stekelart som beskrevs av Zerova 1969. Bruchophagus hippocrepidis ingår i släktet Bruchophagus och familjen kragglanssteklar. Inga underarter finns listade.